# Marco Antonio Dorantes
Marco Antonio Dorantes García (Ciudad de México; 14 de abril de 1936-11 de agosto de 2012) fue un árbitro de fútbol mexicano, activo desde los Juegos Olímpicos de 1972 hasta la Primera División de México 1987-88.
También hablaba con fluidez el idioma inglés y alemán. Murió el 11 de agosto de 2012 a la edad de 76 años.

## Trayectoria
Fue el árbitro de un partido en los Juegos Olímpicos de Múnich 1972, donde Alemania Federal derrotó a Estados Unidos por un marcador de 7-0 el 31 de agosto en la primera ronda. Regresó para los Juegos Olímpicos de Montreal 1976, donde arbitró dos partidos; el primero fue en la primera ronda entre la Corea del Norte y Canadá, donde Corea del Norte derrotó al país norteamericano por un marcador de 3-1 el 21 de julio y el segundo fue en semifinales entre la Unión Soviética y Alemania Democrática, donde Alemania Democrática ganó por 2-1 el 27 de julio.
Más tarde, en 1976, arbitró dos encuentros de clasificación de Concacaf para la Copa Mundial de 1978. El primero tuvo lugar el 24 de septiembre entre los Estados Unidos y Canadá, que terminó en un empate 1-1, el segundo fue en la segunda ronda el 29 de diciembre entre Haití y Cuba, donde Haití ganó por un resultado de 2-0, avanzando al Campeonato de Naciones 1977.
En 1980, arbitró un juego en la clasificación del Campeonato Concacaf de 1981 para la Copa Mundial de la FIFA de 1982 el 26 de octubre. El encuentro fue entre Honduras y Guatemala, que terminó en un empate 0-0.